# GendBuntu
GendBuntu è una versione di Ubuntu adattata per essere utilizzata dalla Gendarmerie nationale francese. La Gendarmerie ha aperto la strada all'uso del software open source su server e personal computer dal 2005 quando ha adottato la suite per ufficio OpenOffice.org, rendendo il formato .odf di OpenDocument lo standard nazionale.

## Progetto
Il progetto GendBuntu nasce dalla decisione di Microsoft di terminare lo sviluppo di Windows XP e dalla sua inevitabile sostituzione con Windows Vista o una versione successiva di Windows sui computer governativi. Ciò significava che la Gendarmerie avrebbe dovuto sostenere ingenti spese per la riqualificazione del personale, anche se avesse continuato a utilizzare software proprietario.
Uno degli obiettivi principali del progetto GendBuntu era rendere l'organizzazione indipendente dai distributori e dagli editori di software proprietario e ottenere notevoli risparmi nei costi del software (la cui stima è di circa due milioni di euro all'anno).
Circa il 90% dei 10 000 computer acquistati dalla Gendarmerie ogni anno sono acquistati senza un sistema operativo e vengono installati con GendBuntu dal dipartimento tecnico della Gendarmerie. Questo è diventato uno dei principali incentivi del programma per il personale; il passaggio a GendBuntu da un sistema proprietario ha permesso ad ogni membro del personale di ricevere un nuovo computer con un monitor widescreen.
L'obiettivo principale era quello di migrare 80 000 computer entro la fine del 2014, data che coincide con la fine del supporto per Microsoft Windows XP. A novembre 2011, sono stati distribuiti 35 000 desktop e laptop GendBuntu.
Un importante problema tecnico riscontrato durante lo sviluppo del progetto è stato mantenere il sistema informatico esistente online durante l'aggiornamento, non solo in Francia metropolitana ma anche nei Dipartimenti e Regioni d'oltremare. È stato risolto in parte ridistribuendo server o postazioni di lavoro dedicati su rete locale (a seconda del numero di dipendenti che lavorano su ciascuna LAN) e con l'uso di un processo di qualificazione conforme a ITIL.
Un team di supporto IT ha contribuito all'implementazione dei cambiamenti. Ciò includeva il core team presso la sede della Gendarmerie a Issy-les-Moulineaux e il running team composto da quattro persone situato nel centro dati della Gendarmerie a Rosny-sous-Bois.